# Qin Liang

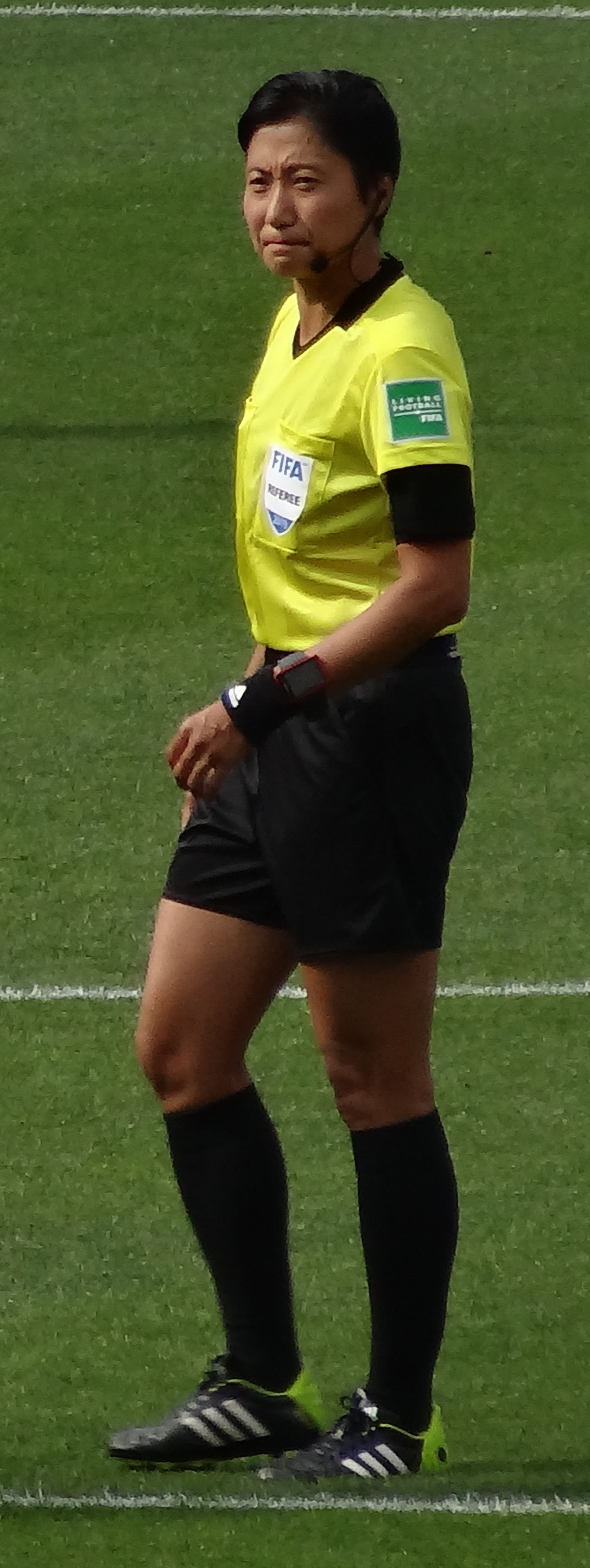
Qin Liang bei der Weltmeisterschaft 2019

Qin Liang (chinesisch 秦亮; * 29. März 1979 in Peking) ist eine ehemalige chinesische Fußballschiedsrichterin.

## Werdegang
Von 2010 bis 2022 stand sie auf der Liste der FIFA-Schiedsrichter und leitete internationale Fußballpartien.
Bei der Weltmeisterschaft 2015 in Kanada leitete Qin Liang ein Gruppenspiel. Bei der Weltmeisterschaft 2019 in Frankreich leitete Qin Liang mit ihren Assistentinnen Fang Yan und Kim Kyoung-min insgesamt zwei Partien, darunter das Achtelfinale zwischen England und Kamerun (3:0).
Zudem war sie bei der U-20-Weltmeisterschaft 2012 in Japan, bei der U-20-Weltmeisterschaft 2014 in Kanada, bei der U-20-Weltmeisterschaft 2016 in Papua-Neuguinea und bei der U-20-Weltmeisterschaft 2018 in Frankreich im Einsatz.